# Liste der Nummer-eins-Hits in Österreich (1986)
Dies ist eine Liste der Nummer-eins-Hits in Österreich im Jahr 1986. Sie basiert auf den Top-30-Single- und Albumlisten der österreichischen Charts. Sie wurden halbmonatlich jeweils am 1. und am 15. jeden Monats veröffentlicht.

## Singles
| ← 1985 ← | Liste der Nummer-eins-Hits in Österreich | Liste der Nummer-eins-Hits in Österreich | Liste der Nummer-eins-Hits in Österreich                                                          | 1987 →                    |
| \| Zeitraum \| Wo. ges. \| Interpret \| Titel Autor(en) \| Zusätzliche Informationen \| \| (Zeitraum, Wochen auf Platz eins, Interpret, Titel, Autor[en], zusätzliche Informationen) \| \| \| \| \| \| ----------------------------------------------------------------------------------------- \| -------- \| ------------------------------- \| ------------------------------------------------------------------------------------------------- \| ------------------------- \| \| 15. Dezember 1985 – 14. Januar 1986 5 Wochen \| 5 \| Jennifer Rush \| The Power of Love Musik: Gunther Mende, Candy de Rouge; Text: Mary Susan Applegate, Jennifer Rush \| – \| \| 15. Januar 1986 – 14. Februar 1986 4 Wochen \| 4 \| Falco \| Jeanny, Part I Ferdinand Bolland, Robert Bolland, Johann Hölzel \| – \| \| 15. Februar 1986 – 31. März 1986 7 Wochen \| 7 \| Hans Orsolics \| Mei potschertes Leb’n Charly Kriechbaum \| – \| \| 1. April 1986 – 14. April 1986 2 Wochen \| 2 \| Erste Allgemeine Verunsicherung \| Märchenprinz Gerhard Breit, Klaus Eberhartinger, Nino Holm, Günther Schönberger, Thomas Spitzer \| – \| \| 15. April 1986 – 14. Mai 1986 4 Wochen \| 4 \| Münchener Freiheit \| Ohne dich (schlaf ich heut Nacht nicht ein) Aron Strobel, Stefan Zauner, Michael Kunze \| – \| \| 15. Mai 1986 – 31. Mai 1986 2 Wochen \| 2 \| Bruce & Bongo \| Geil Bruce Hammond Earlam \| – \| \| 1. Juni 1986 – 31. Juli 1986 9 Wochen \| 9 \| Chris Norman \| Midnight Lady Dieter Bohlen \| – \| \| 1. August 1986 – 14. August 1986 2 Wochen \| 2 \| Joesi Prokopetz \| Sind Sie Single? Erich Buchebner, Josef Prokopetz \| – \| \| 15. August 1986 – 31. August 1986 3 Wochen \| 3 \| Doctor & the Medics \| Spirit in the Sky Norman Greenbaum \| – \| \| 1. September 1986 – 14. September 1986 2 Wochen (insgesamt 6) \| 6 \| Peter Kent & Luisa Fernandez \| Solo por tí Christian Duchatschek, Peter Hedrich, Luisa Fernandez \| – \| \| 15. September 1986 – 30. September 1986 2 Wochen \| 2 \| Eros Ramazzotti \| Adesso tu Pierangelo Cassano, Eros Ramazzotti, Adelio Cogliati \| – \| \| 1. Oktober 1986 – 31. Oktober 1986 4 Wochen (insgesamt 6) \| 6 \| Peter Kent & Luisa Fernandez \| Solo por ti Christian Duchatschek, Peter Hedrich, Luisa Fernandez \| – \| \| 1. November 1986 – 30. November 1986 5 Wochen \| 5 \| Tony Esposito \| Papa Chico Musik: Antonio Esposito, Remo Licastro; Text: Gianluigi Di Franco \| – \| \| 1. Dezember 1986 – 31. Dezember 1986 4 Wochen \| 4 \| Europe \| The Final Countdown Joey Tempest \| – \| |                                          |                                          |                                                                                                   |                           |
| ← 1985 |                                          |                                          |                                                                                                   | → 1987 →                  |
| Zeitraum | Wo. ges.                                 | Interpret                                | Titel Autor(en)                                                                                   | Zusätzliche Informationen |
| (Zeitraum, Wochen auf Platz eins, Interpret, Titel, Autor[en], zusätzliche Informationen) |                                          |                                          |                                                                                                   |                           |
| 15. Dezember 1985 – 14. Januar 1986 5 Wochen | 5                                        | Jennifer Rush                            | The Power of Love Musik: Gunther Mende, Candy de Rouge; Text: Mary Susan Applegate, Jennifer Rush | –                         |
| 15. Januar 1986 – 14. Februar 1986 4 Wochen | 4                                        | Falco                                    | Jeanny, Part I Ferdinand Bolland, Robert Bolland, Johann Hölzel                                   | –                         |
| 15. Februar 1986 – 31. März 1986 7 Wochen | 7                                        | Hans Orsolics                            | Mei potschertes Leb’n Charly Kriechbaum                                                           | –                         |
| 1. April 1986 – 14. April 1986 2 Wochen | 2                                        | Erste Allgemeine Verunsicherung          | Märchenprinz Gerhard Breit, Klaus Eberhartinger, Nino Holm, Günther Schönberger, Thomas Spitzer   | –                         |
| 15. April 1986 – 14. Mai 1986 4 Wochen | 4                                        | Münchener Freiheit                       | Ohne dich (schlaf ich heut Nacht nicht ein) Aron Strobel, Stefan Zauner, Michael Kunze            | –                         |
| 15. Mai 1986 – 31. Mai 1986 2 Wochen | 2                                        | Bruce & Bongo                            | Geil Bruce Hammond Earlam                                                                         | –                         |
| 1. Juni 1986 – 31. Juli 1986 9 Wochen | 9                                        | Chris Norman                             | Midnight Lady Dieter Bohlen                                                                       | –                         |
| 1. August 1986 – 14. August 1986 2 Wochen | 2                                        | Joesi Prokopetz                          | Sind Sie Single? Erich Buchebner, Josef Prokopetz                                                 | –                         |
| 15. August 1986 – 31. August 1986 3 Wochen | 3                                        | Doctor & the Medics                      | Spirit in the Sky Norman Greenbaum                                                                | –                         |
| 1. September 1986 – 14. September 1986 2 Wochen (insgesamt 6) | 6                                        | Peter Kent & Luisa Fernandez             | Solo por tí Christian Duchatschek, Peter Hedrich, Luisa Fernandez                                 | –                         |
| 15. September 1986 – 30. September 1986 2 Wochen | 2                                        | Eros Ramazzotti                          | Adesso tu Pierangelo Cassano, Eros Ramazzotti, Adelio Cogliati                                    | –                         |
| 1. Oktober 1986 – 31. Oktober 1986 4 Wochen (insgesamt 6) | 6                                        | Peter Kent & Luisa Fernandez             | Solo por ti Christian Duchatschek, Peter Hedrich, Luisa Fernandez                                 | –                         |
| 1. November 1986 – 30. November 1986 5 Wochen | 5                                        | Tony Esposito                            | Papa Chico Musik: Antonio Esposito, Remo Licastro; Text: Gianluigi Di Franco                      | –                         |
| 1. Dezember 1986 – 31. Dezember 1986 4 Wochen | 4                                        | Europe                                   | The Final Countdown Joey Tempest                                                                  | –                         |

## Alben
| ← 1985 ← | Liste der Nummer-eins-Alben in Österreich | Liste der Nummer-eins-Alben in Österreich | Liste der Nummer-eins-Alben in Österreich | 1987 →                    |
| \| Zeitraum \| Wo. ges. \| Interpret \| Titel \| Zusätzliche Informationen \| \| (Zeitraum, Wochen auf Platz eins, Interpret, Titel, zusätzliche Informationen) \| \| \| \| \| \| ------------------------------------------------------------------------------ \| -------- \| ------------------------------- \| ----------------- \| ------------------------- \| \| 1. Januar 1986 – 31. Januar 1986 4 Wochen \| 4 \| S.T.S. \| Grenzenlos \| – \| \| 1. Februar 1986 – 14. Februar 1986 2 Wochen (insgesamt 11) \| 11 \| Falco \| Falco 3 \| – \| \| 15. Februar 1986 – 14. März 1986 4 Wochen \| 4 \| Wolfgang Ambros \| No. 13 \| – \| \| 15. März 1986 – 14. Mai 1986 9 Wochen (insgesamt 15) \| 15 \| Erste Allgemeine Verunsicherung \| Geld oder Leben! \| – \| \| 15. Mai 1986 – 31. Mai 1986 2 Wochen \| 2 \| Matt Bianco \| Matt Bianco \| – \| \| 1. Juni 1986 – 30. Juni 1986 5 Wochen \| 5 \| Herbert Grönemeyer \| Sprünge \| – \| \| 1. Juli 1986 – 31. Juli 1986 4 Wochen \| 4 \| Modern Talking \| Ready for Romance \| – \| \| 1. August 1986 – 14. August 1986 2 Wochen (insgesamt 15) \| 15 \| Erste Allgemeine Verunsicherung \| Geld oder Leben! \| – \| \| 15. August 1986 – 31. August 1986 3 Wochen \| 3 \| Peter Gabriel \| So \| – \| \| 1. September 1986 – 14. November 1986 10 Wochen (insgesamt 12) \| 12 \| Eros Ramazzotti \| Nuovi eroi \| – \| \| 15. November 1986 – 31. Dezember 1986 7 Wochen \| 7 \| Falco \| Emotional \| – \| |                                           |                                           |                                           |                           |
| ← 1985 |                                           |                                           |                                           | → 1987 →                  |
| Zeitraum | Wo. ges.                                  | Interpret                                 | Titel                                     | Zusätzliche Informationen |
| (Zeitraum, Wochen auf Platz eins, Interpret, Titel, zusätzliche Informationen) |                                           |                                           |                                           |                           |
| 1. Januar 1986 – 31. Januar 1986 4 Wochen | 4                                         | S.T.S.                                    | Grenzenlos                                | –                         |
| 1. Februar 1986 – 14. Februar 1986 2 Wochen (insgesamt 11) | 11                                        | Falco                                     | Falco 3                                   | –                         |
| 15. Februar 1986 – 14. März 1986 4 Wochen | 4                                         | Wolfgang Ambros                           | No. 13                                    | –                         |
| 15. März 1986 – 14. Mai 1986 9 Wochen (insgesamt 15) | 15                                        | Erste Allgemeine Verunsicherung           | Geld oder Leben!                          | –                         |
| 15. Mai 1986 – 31. Mai 1986 2 Wochen | 2                                         | Matt Bianco                               | Matt Bianco                               | –                         |
| 1. Juni 1986 – 30. Juni 1986 5 Wochen | 5                                         | Herbert Grönemeyer                        | Sprünge                                   | –                         |
| 1. Juli 1986 – 31. Juli 1986 4 Wochen | 4                                         | Modern Talking                            | Ready for Romance                         | –                         |
| 1. August 1986 – 14. August 1986 2 Wochen (insgesamt 15) | 15                                        | Erste Allgemeine Verunsicherung           | Geld oder Leben!                          | –                         |
| 15. August 1986 – 31. August 1986 3 Wochen | 3                                         | Peter Gabriel                             | So                                        | –                         |
| 1. September 1986 – 14. November 1986 10 Wochen (insgesamt 12) | 12                                        | Eros Ramazzotti                           | Nuovi eroi                                | –                         |
| 15. November 1986 – 31. Dezember 1986 7 Wochen | 7                                         | Falco                                     | Emotional                                 | –                         |